# Euphaedra subviridis
Euphaedra subviridis är en fjärilsart som beskrevs av Holland 1920. Euphaedra subviridis ingår i släktet Euphaedra och familjen praktfjärilar. Inga underarter finns listade i Catalogue of Life.